# وزن (شعر)
الوزن (ج. أوزان، تسمية بالمصدر) هو ما يسميه الشعراء التفعيلة بمعنى بناء اللفظ من الحروف الثلاثة الأصلية، الفاء والعين واللام (فعل)، زيادة على حروف الزيادة وهي المجموعة في لفظ «سألتمونيها».

## أشهر كتب الوزن والعروض
ومن أشهر كتب تعليم الأوزان والبحور الشعرية
- كتاب ميزان الذهب في صناعة شعر العرب لأحمد الهاشمي.
- وكتاب القسطاس في علم العروض للزمخشري
- وكتاب العروض لابن جني.
- وكتاب القوافي لأبي يعلى التنوخي.